# Metoda Lehnert-Schroth
Metoda Lehnert-Schroth - metoda fizjoterapii stosowana w leczeniu skrzywień kręgosłupa, opracowana w 1910 roku przez Katherinę Schroth i rozwinięta przez jej córkę Christę Lehnert-Schroth. 
Jest to ortopedyczno-oddechowy system polegający na stosowaniu ćwiczeń w trzech płaszczyznach: czołowej, strzałkowej i poprzecznej. W korekcji skolioz, kifoskolioz i lordoskolioz wykonuje się ćwiczenia asymetryczne, a w korekcji odchyleń w płaszczyźnie strzałkowej (kifoza, lordoza) - symetryczne. Ćwiczenia powinny być wykonywane systematycznie i z dużą intensywnością. Skuteczne są nawet u ludzi dorosłych. 

## Założenia metody
W metodzie Lehnert-Schroth postawę ciała rozpatruje się jako układ 3 równoległych prostokątów, ułożonych jeden na drugim. Pierwszy z prostokątów obejmuje miednicę, odcinek lędźwiowy kręgosłupa oraz podbrzusze po pępek i dolne żebra. Drugi obejmuje górną część brzucha i klatkę piersiową. Jego dolną granicę określa 12. kręg piersiowy, a górną 3. kręg piersiowy. Trzeci z prostokątów ograniczony jest obrysem kończyn i barków. Przy prawidłowej postawie ciała, w widoku z boku, wskutek fizjologicznych krzywizn kręgosłupa prostokąty te przedstawiają się jako trapezy. Bardzo duże znaczenie w tej metodzie odgrywa świadomie kierowany oddech, który stanowi swego rodzaju "środek" korekcji wewnętrznej, zwiększający możliwości korekcji zewnętrznej. Katherina Schroth wpadła na pomysł, że jeśli nadmuchanie gumowej dętki piłki powoduje wypchnięcie wszystkich jej wgnieceń, to na takiej samej zasadzie zniekształcona klatka piersiowa może zmienić swój kształt pod wpływem specjalnych ćwiczen oddechowych. 

## Opis ćwiczeń
W metodzie wyróżnia się następujące ćwiczenia:
- wentylacyjne, zwane także "obrotowo-kątowym oddechem". W ćwiczeniach tych wdech połączony jest z odpowiednimi ruchami, których kierunek związany jest z lokalizacją wady. Podczas wdechu powinno nastąpić maksymalne wyciągnięcie się, a podczas wydechu maksymalne napięcie mięśni. Towarzyszy temu ruch obrotowy odpowiednich segmentów ciała.
- mobilizacyjne - mają na celu poprawę czynności ruchowych stawów, zwłaszcza kręgosłupa i obręczy barkowej.
- kształtujące (formujące) - działają derotacyjnie na tułów i obręcz barkową oraz stabilizująco na uzyskaną korekcję, poprzez włączenie maksymalnego napięcia mięśni. Są ściśle połączone z ćwiczeniami wentylacyjnymi.
- rozciągające-siłowe - działają derotacyjnie na kręgosłup oraz korygująco na wszystkie składowe wady, zwłaszcza w płaszczyźnie poprzecznej. Najczęściej są to ćwiczenia izometryczne, powiązane z ćwiczeniami czynnymi właściwymi.
- elongacyjne (w zwisach) - wywierają wpływ głównie na więzadła, torebki stawowe i ścięgna.